# Thelenota ananas
Holothurie ananas, Concombre de mer épineux
Espèce
Synonymes
- Actinopyga formosa (Selenka, 1867)[1]
- Holothuria (Holothuria) ananas Jaeger, 1833[1]
- Holothuria (Thelenota) grandis Brandt, 1835[1]
- Holothuria ananas Quoy & Gaimard, 1834[1]
- Holothuria grandis Brandt, 1835[2]
- Holothuria hystrix Saville-Kent, 1890[1]
- Mülleria formosa Selenka, 1867[1]
- Trepang ananas Jaeger, 1833[1]

Statut de conservation UICN

 EN A2bd : En danger
Thelenota ananas, communément appelé l’Holothurie ananas ou le Concombre de mer épineux, est une espèce de concombres de mer de la famille des Stichopodidae.

## Description et caractéristiques

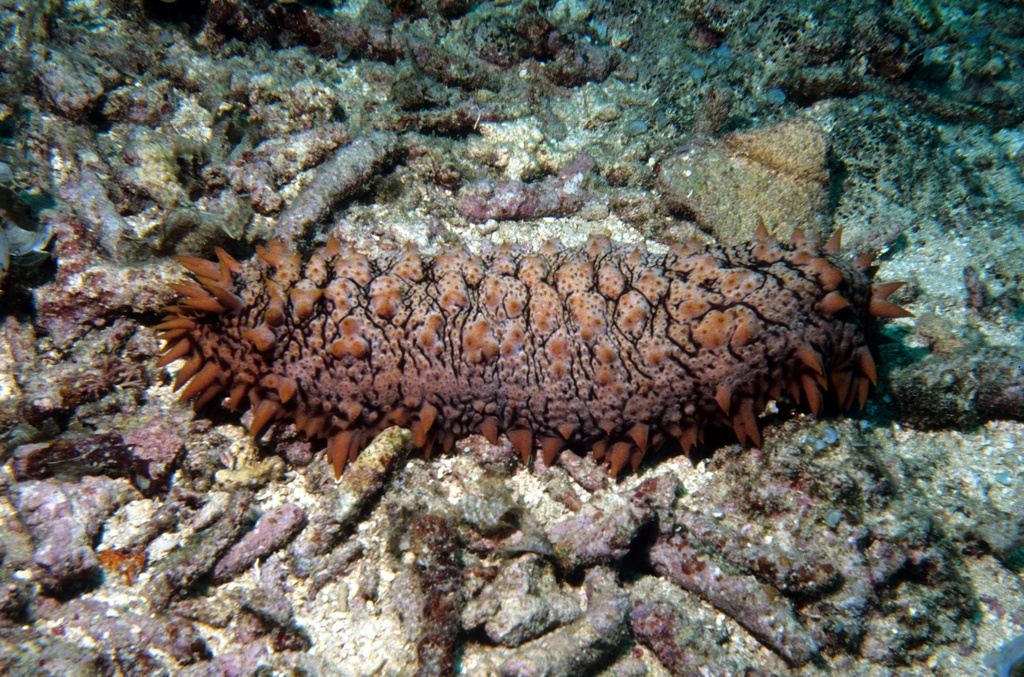
Spécimen des îles Fidji.

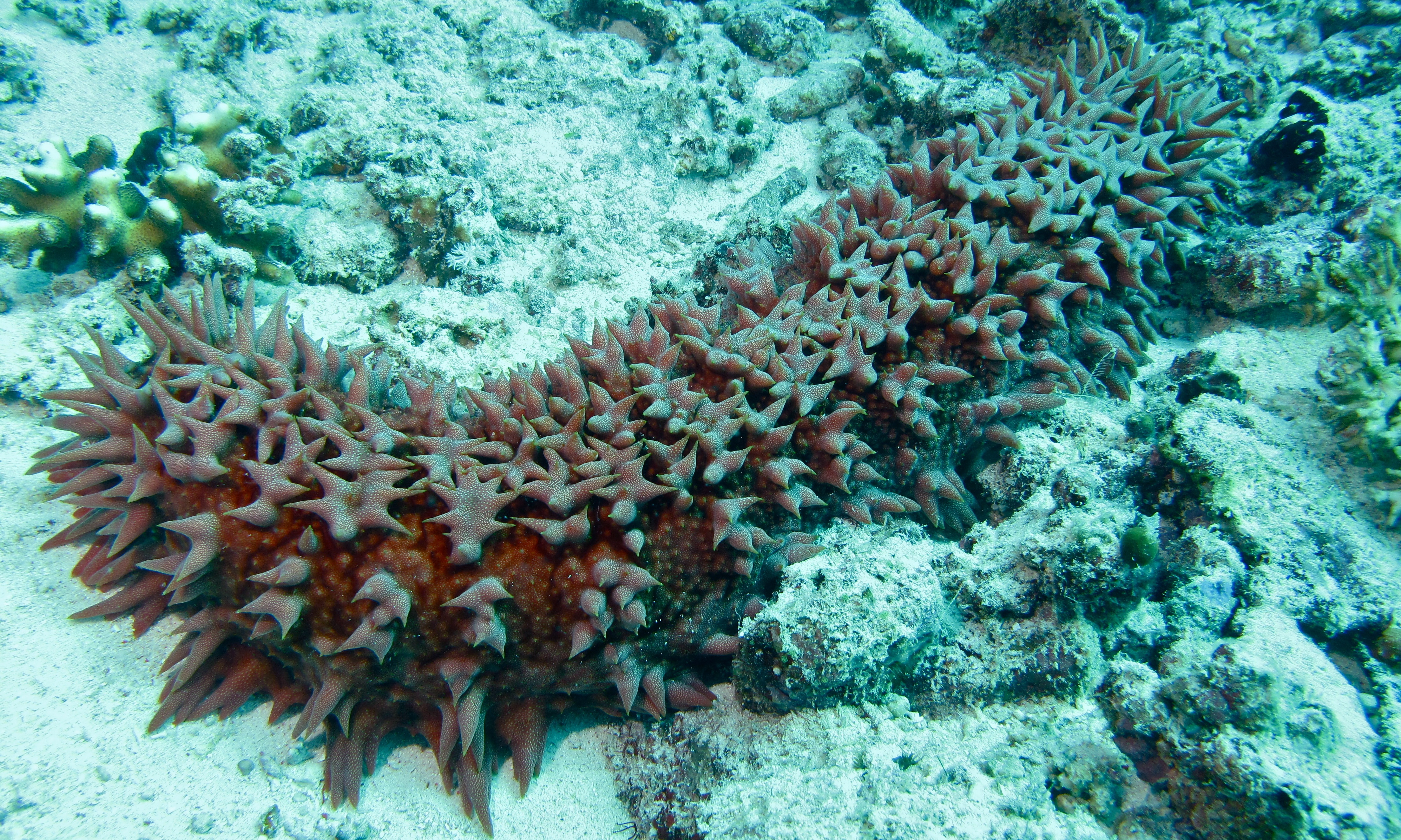
Spécimen de Bornéo (Sabah).

C'est une holothurie d'allure relativement classique, avec un corps allongé en cylindre légèrement aplati, et aux extrémités arrondies, où se trouvent la bouche (en position légèrement ventrale, entourée de vingt tentacules buccaux marron) et le cloaque. Cette holothurie peut mesurer jusqu'à 80 cm à l'âge adulte pour un poids de 7 kg, mais sa taille moyenne est d'environ 45 cm. Elle est de rouge, orangée, rose ou brune, parcourue de motifs linéaires noirs et anguleux et de petits points ocre. Son trait le plus caractéristique est la présence sur toutes les parties supérieures de grandes papilles molles, pointues et parfois branchues, et disposées en forme d'étoiles (chez les juvéniles, ces papilles sont arrondies).

## Galerie

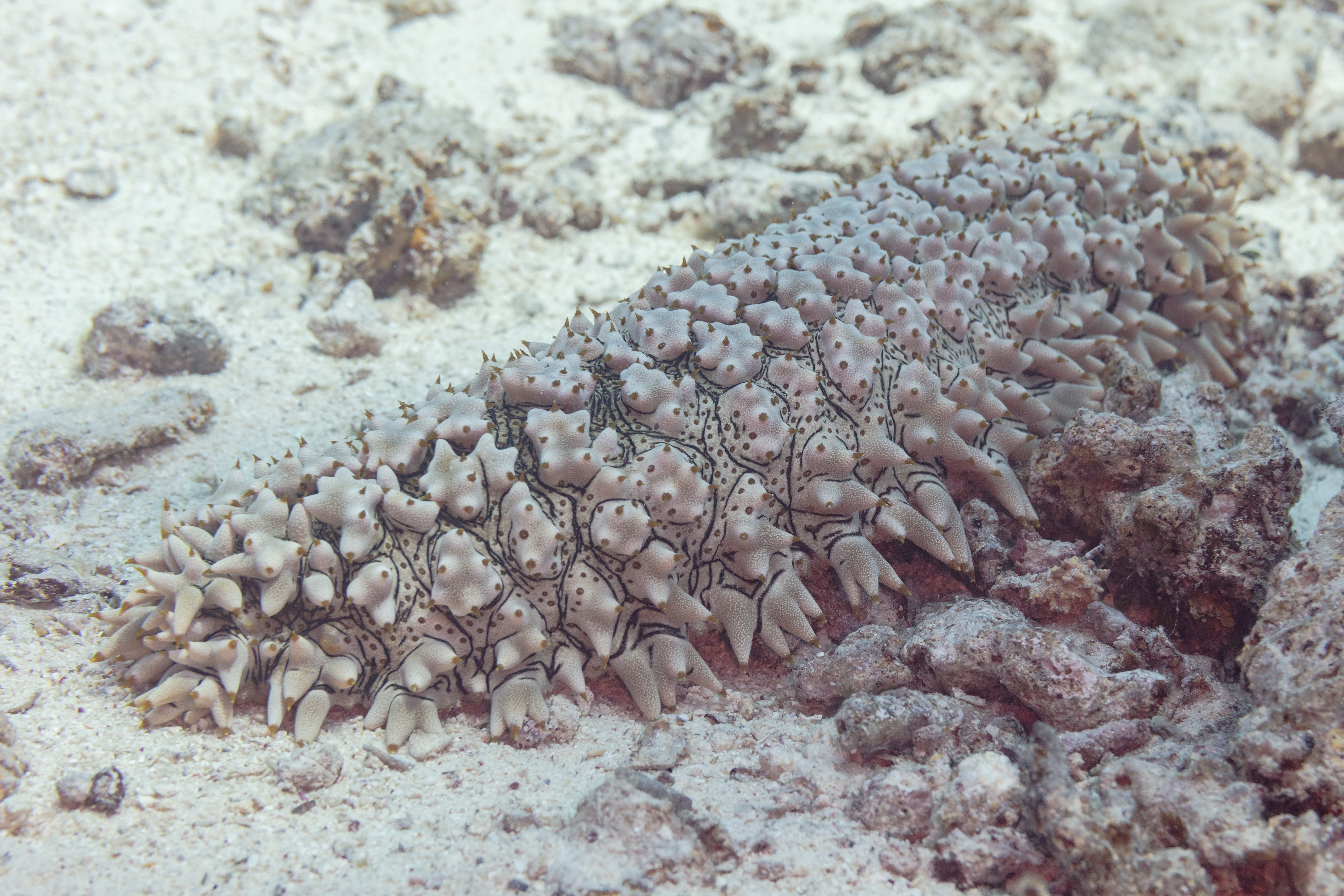
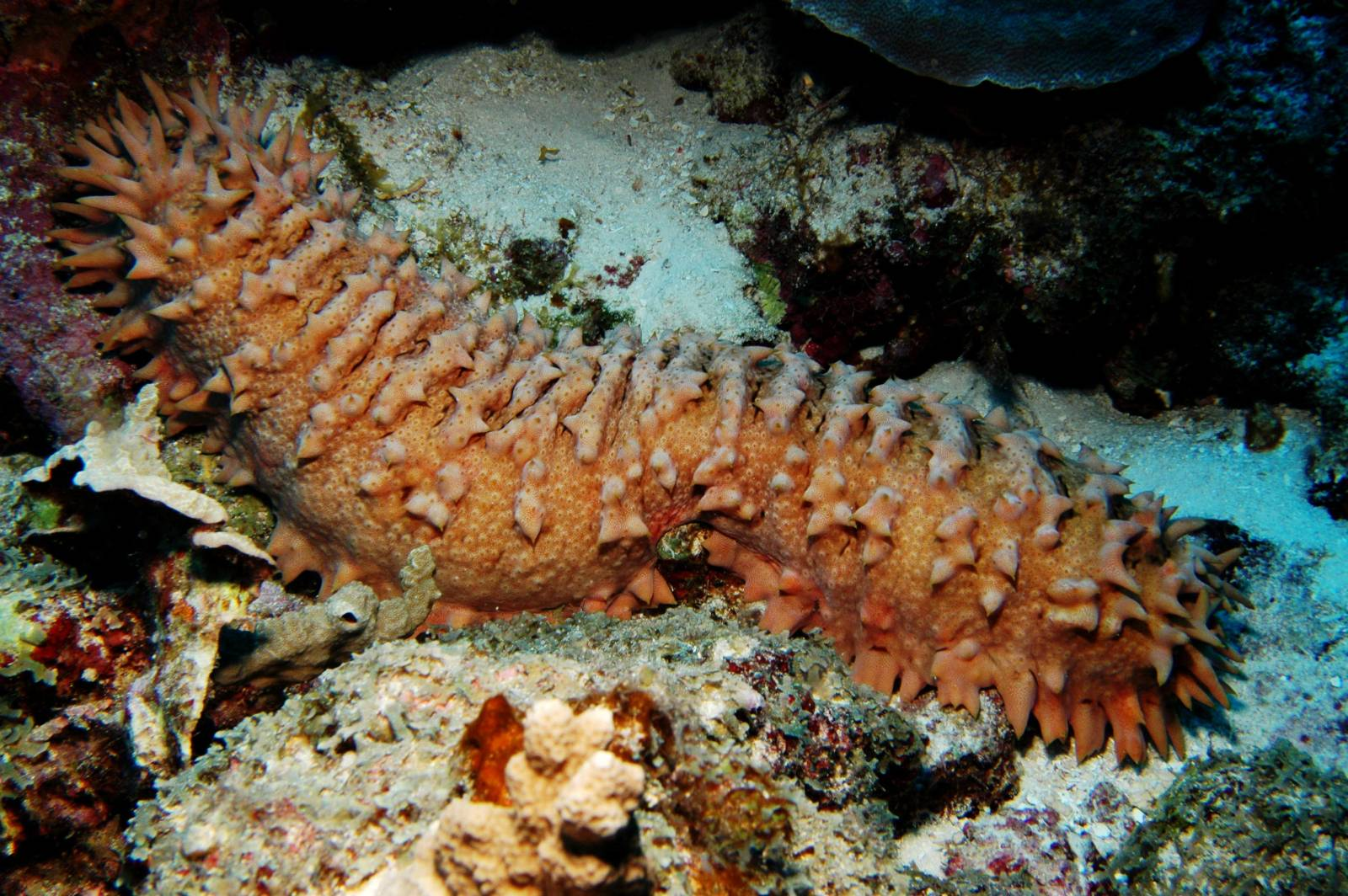
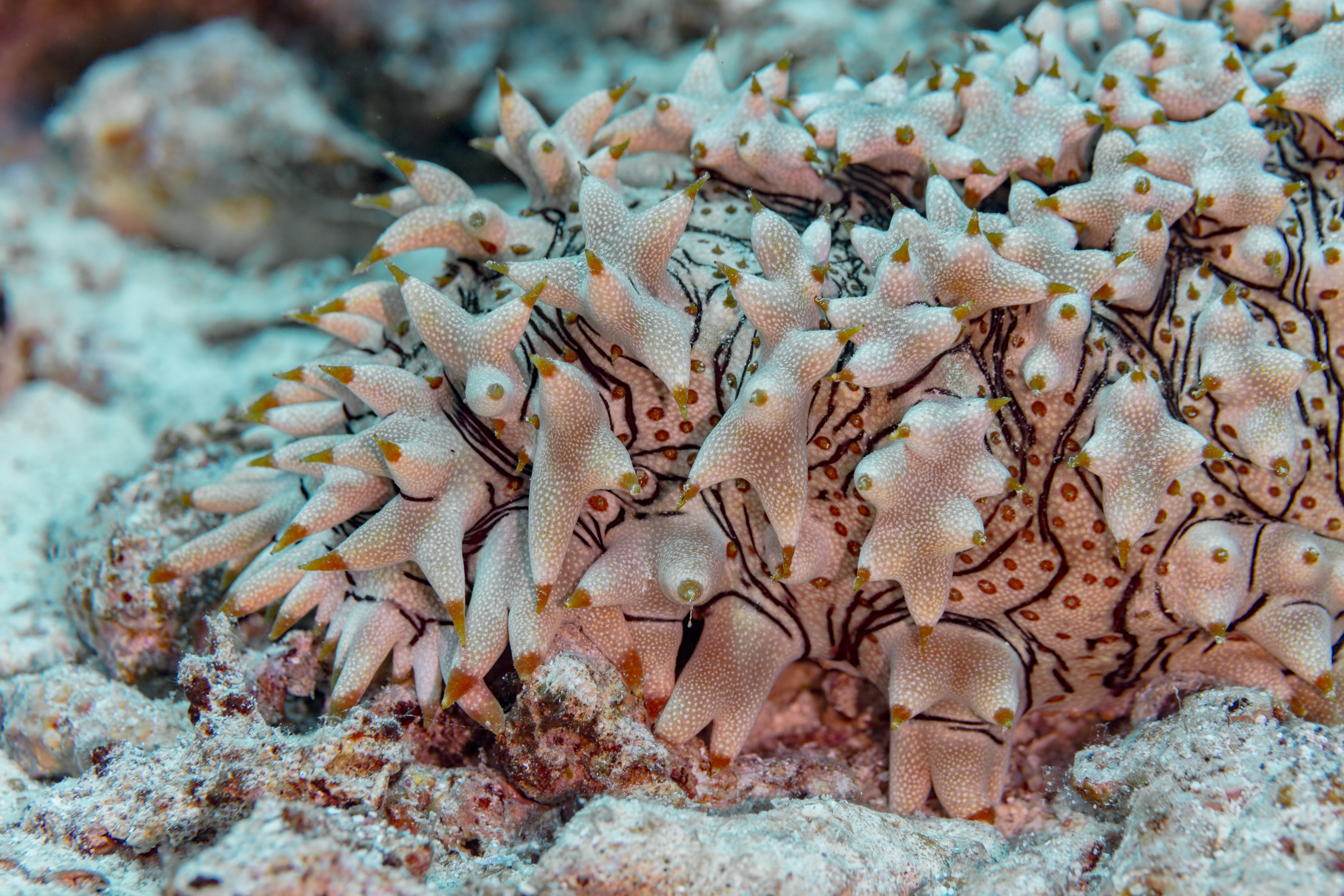
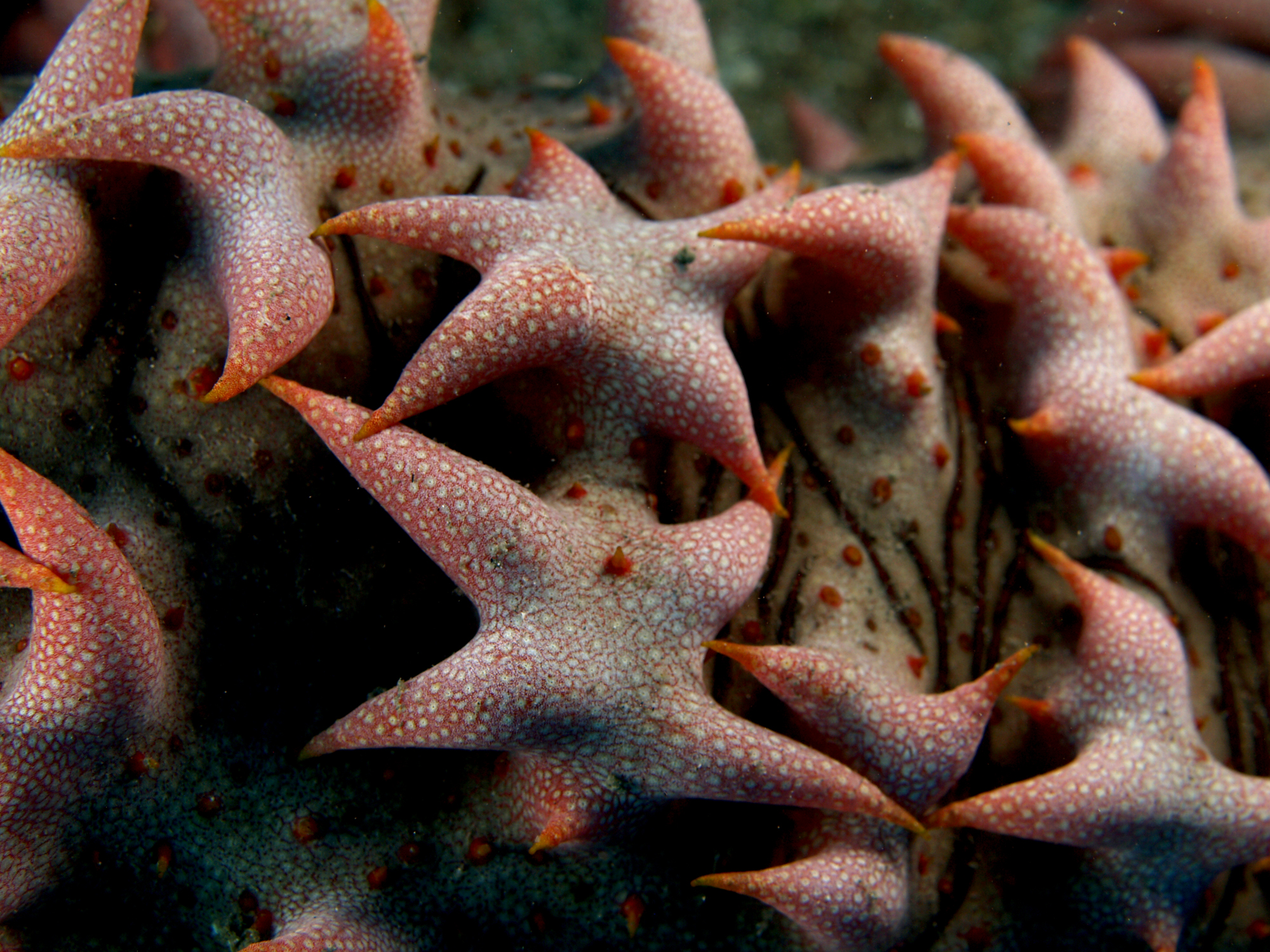
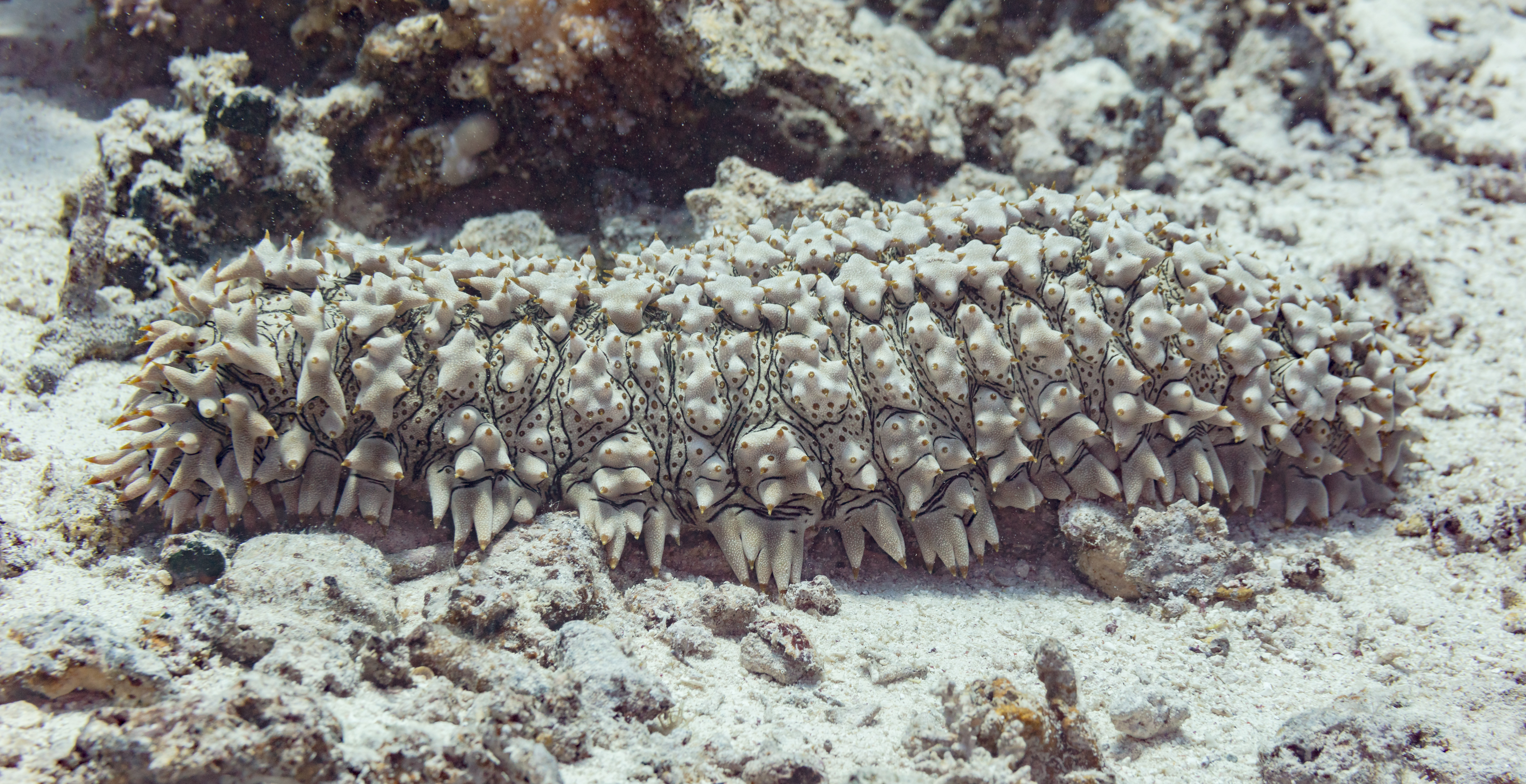

## Habitat et répartition
Cette espèce est largement répartie dans le bassin Indo-Pacifique tropical ainsi qu'en mer Rouge, mais absente d'Hawaii.
Espèce benthique, on la trouve posée sur le fond, principalement sur des fonds rocheux riches en sédiments durs (entre 5 et 30 m de profondeur),.

## Écologie et comportement

### Alimentation
Comme toutes les holothuries de son ordre, cette espèce se nourrit en ingérant le substrat sableux, qu'elle trie grossièrement et porte à sa bouche à l'aide de ses tentacules buccaux pour en digérer les particules organiques,.

### Reproduction
Cette espèce a une maturité sexuelle tardive et une fécondité faible.
La reproduction est sexuée, et la fécondation a lieu en été, en pleine eau après émission synchronisée des gamètes mâles et femelles, pendant laquelle les individus adoptent une position érigée caractéristique.
La larve évolue parmi le plancton pendant quelques semaines avant de se fixer pour entamer sa métamorphose.

## L'Holothurie ananas et l'Homme
Cette espèce est comestible, et exploitée commercialement pour le marché asiatique (où elle est vendue sous les noms de « trepang » - nom générique culinaire des holothuries - ou « prickly redfish »). Cependant, sa fécondité étant faible, l'espèce tend à se raréfier du fait de la surexploitation, et est désormais inscrite comme espèce « en danger d'extinction » (EN) sur la liste rouge de l'IUCN.
Sa taille, ses mœurs et la présence de toxines dans son épiderme font que cette espèce n'est pas utilisée en aquariophilie.